# Вишня (Ивановская область)
Вишня — деревня в Лухском районе Ивановской области. Входит в состав Порздневского сельского поселения.

## География
Находится в восточной части Ивановской области на расстоянии приблизительно 28 км на северо-восток по прямой от районного центра поселка Лух.

## История
Деревня появилась на карте 1840 года. В 1872 году здесь (тогда в составе Кинешемского уезда Костромской губернии) были две деревни Вишня большая с 24 дворами и Вишня малая с 8 дворами, в 1907 году дворов стало 39 и 12 соответственно. В деревне имеется заброшенная старообрядческая Покровская церковь.

## Население
Постоянное население составляло 155 и 45 человек в деревне Вишня большая и малая соответственно (1872 год), 171 и 48 (1897), 177 и 40(1907), 92 в 2002 году (русские 99 %), 71 в 2010.